# Hinrich
Hinrich ist ein deutscher Vorname und Familienname.

## Herkunft und Bedeutung
Hinrich ist eine norddeutsche Variante des Vornamens Heinrich. Näheres siehe dort.

## Varianten
- Hinrichs, Hindrichs (Familiennamen)
- Hinrichsen
- Hinsch
- Hinck, Hinke, Hinkel, Hinkelmann; westfriesisch Henk, Henck
- Hinderk, westfriesisch Hinderks (Familienname)
- Hinnerk (Vorname),
- Henrik, Henryk, Hendrik
- Hinz, Hintz, Hinze, Hintze, Hintzen, Hinzmann, Hinzpeter («Peter, Sohn des Hinz») (Familiennamen)

## Namensträger

### Vorname
- Hinrich Alpers (* 1981), deutscher Pianist
- Hinrich Baller (1936–2025), deutscher Architekt
- Hinrich Bischoff (1936–2005), deutscher Unternehmer
- Hinrich Brummer, deutscher Buchbinder, Buchhändler und Verleger im 18. Jahrhundert
- Hinrich Brunsberg (≈1350–1428/35), deutscher Architekt
- Hinrich Castorp (1419–1488), Kaufmann und Lübecker Bürgermeister
- Hinrich Enderlein (* 1941), deutscher Historiker und Politiker (FDP)
- Hinrich Hudde (1944–2023), deutscher Romanist und Literaturwissenschaftler
- Hinrich John (* 1936), deutscher Leichtathlet
- Hinrich Wilhelm Kopf (1893–1961), deutscher Politiker (SPD)
- Hinrich Kruse (1916–1994), deutscher Schriftsteller, Hörspielautor, Herausgeber und Sammler niederdeutscher Volksgeschichten
- Hinrich Kuessner (* 1943), deutscher Politiker (SPD)
- Hinrich Lehmann-Grube (1932–2017), deutscher Kommunalpolitiker (SPD)
- Hinrich Lohse (1896–1964), deutscher Kaufmann, Bankbeamter und Politiker (NSDAP)
- Hinrich Just Müller (1740–1811), deutscher Orgelbauer
- Hinrich Johannes Rink (1819–1893), dänischer Geologe und Grönlandforscher
- Hinrich Romeike (* 1963), deutscher Vielseitigkeitsreiter
- Hinrich Schmidt-Henkel (* 1959), deutscher Übersetzer, Autor und Moderator
- Hinrich Schuldt (1901–1944), deutscher Offizier
- Hinrich Schwenker (1934–2005), deutscher Handballspieler
- Hinrich Springer (1880–1949), deutscher Druckereibesitzer und Verleger
- Hinrich Swieter (1939–2002), deutscher Politiker (SPD)
- Hendrik Vos (Hinrich Voes; † 1523), flämischer Mönch, Märtyrer der Reformation
- Hinrich Wriede (1882–1958), deutscher Schriftsteller

### Zweitname
- Johann Hinrich Bockelmann (1804–1868), Hamburger Unternehmer, MdHHB
- Barthold Hinrich Brockes (1680–1747), deutscher Schriftsteller und Dichter
- Claus Hinrich Casdorff (1925–2004), deutscher Rundfunk- und Fernsehjournalist
- Johann Hinrich Fehrs (1838–1916), niederdeutscher Erzähler und Lyriker
- Johann Hinrich Klapmeyer (Orgelbauer, 1690) (1690–1757), deutscher Orgelbauer
- Johann Hinrich Klapmeyer (Orgelbauer, 1724) (1724–1792), deutscher Orgelbauer
- Martin Hinrich Carl Lichtenstein (1780–1857), deutscher Arzt, Forscher und Zoologe
- Adolph Hinrich Voeg (1766–1833), Lübecker Bürgermeister

### Familienname
- Hans Hinrich (1903–1974), deutscher Regisseur, Schauspieler und Synchronsprecher
- Kirk Hinrich (* 1981), US-amerikanischer Basketballspieler
- Manfred Hinrich (1926–2015), deutscher Philosoph